# NGC 4402
NGC 4402 هي مجرة حلزونية تبعد حوالي 50 مليون سنة ضوئية من الأرض. تقع في كوكبة العذراء داخل مجموعة عنقود العذراء المجري. ويمكنك أن ترى عند مشاهدة سلسلة ماركاريان.
يبلغ عرض NGC 4402 حوالي 55 ألف سنة ضوئية وتتحرك بعيدا عن الأرض بنحو 232 كيلومترا في الثانية. وتظهر الصور أدلة على أن المادة التي كانت ذات مرة تحتوي عليها لتمكينها من تكوين النجوم قد تم تجريدها من عملية تعرف باسم «تجريد ضغط الدفع». ويرجع ذلك إلى أن غازات NGC 4402 البارة ضربتها غازات الأشعة السينية الساخنة القادمة من وسط عنقود مجرات العذراء خلال حركتها نحو العنقود. الأدلة هي كما يلي:

- هناك اقتطاع واضح من قرص غبار NGC 4402.
- إن الانحناء التصاعدي للقرص واضح بأنها متربة. وينجم عن هذا ريح الغاز الساخن.
- الضوء القادم من الجانب البعيد من القرص يبدو غامق وأحمر. قد يكون هذا بسبب الضغط القسري من الغاز العنقودي بين القرص والمراقب.
- الجزء السفلي من القرص الرئيسي يظهر الغبار على شكل خيوط خطية. ويجري إخماد هذه السمات بطريقة «خارجية».

وقد لوحظ المستعر الأعظم في NGC 4402 في عام 1976.

## صور

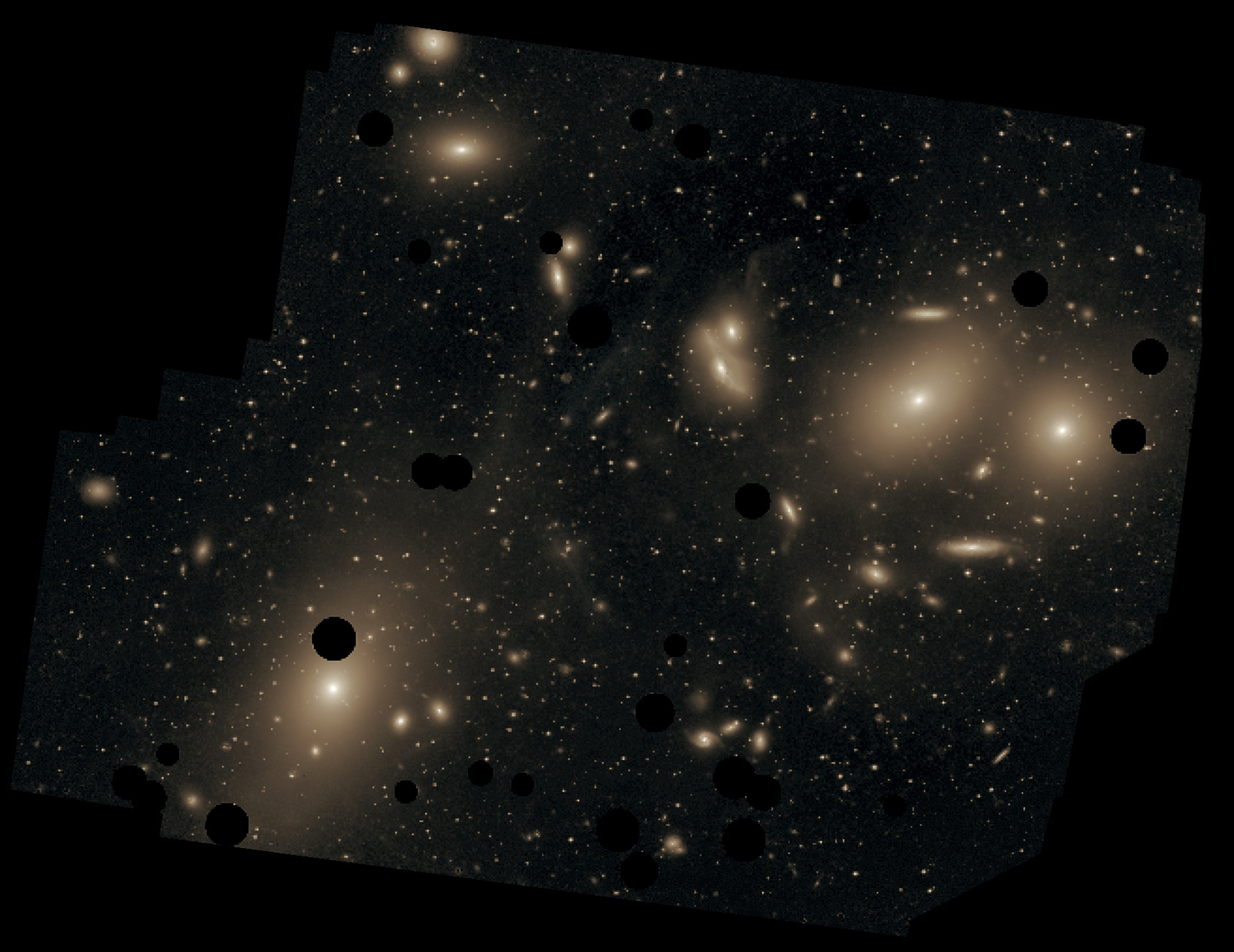
NGC 4402 .
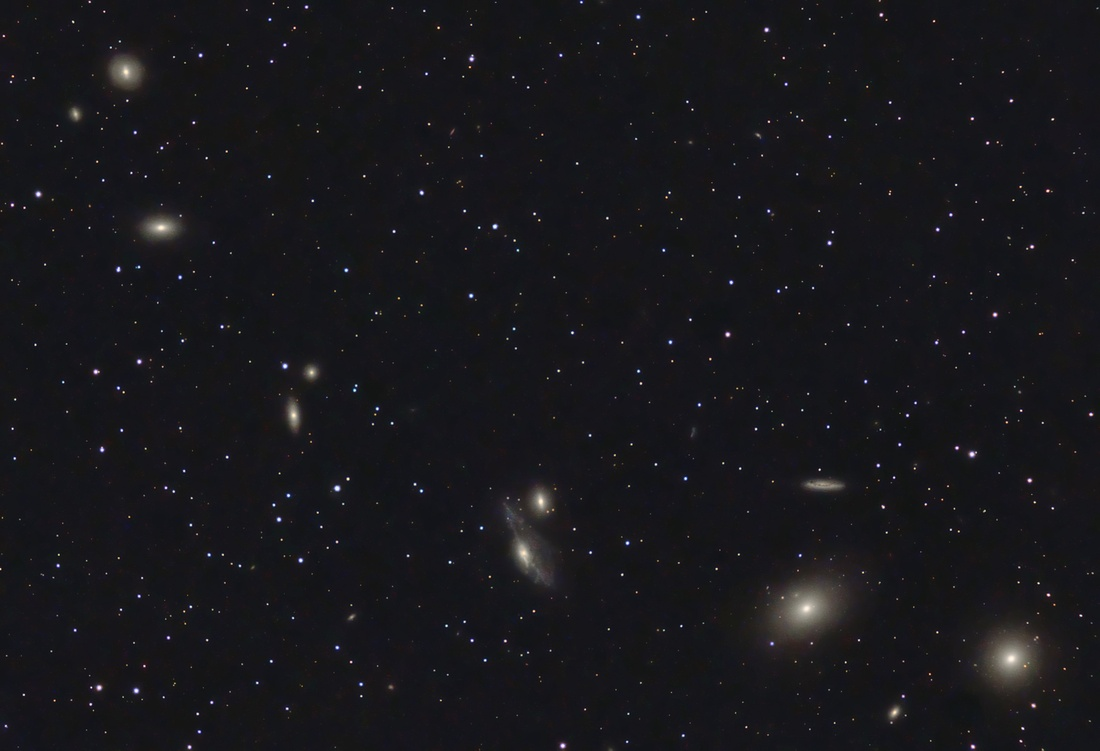
NGC 4402 مع سلسلة ماركاريان.
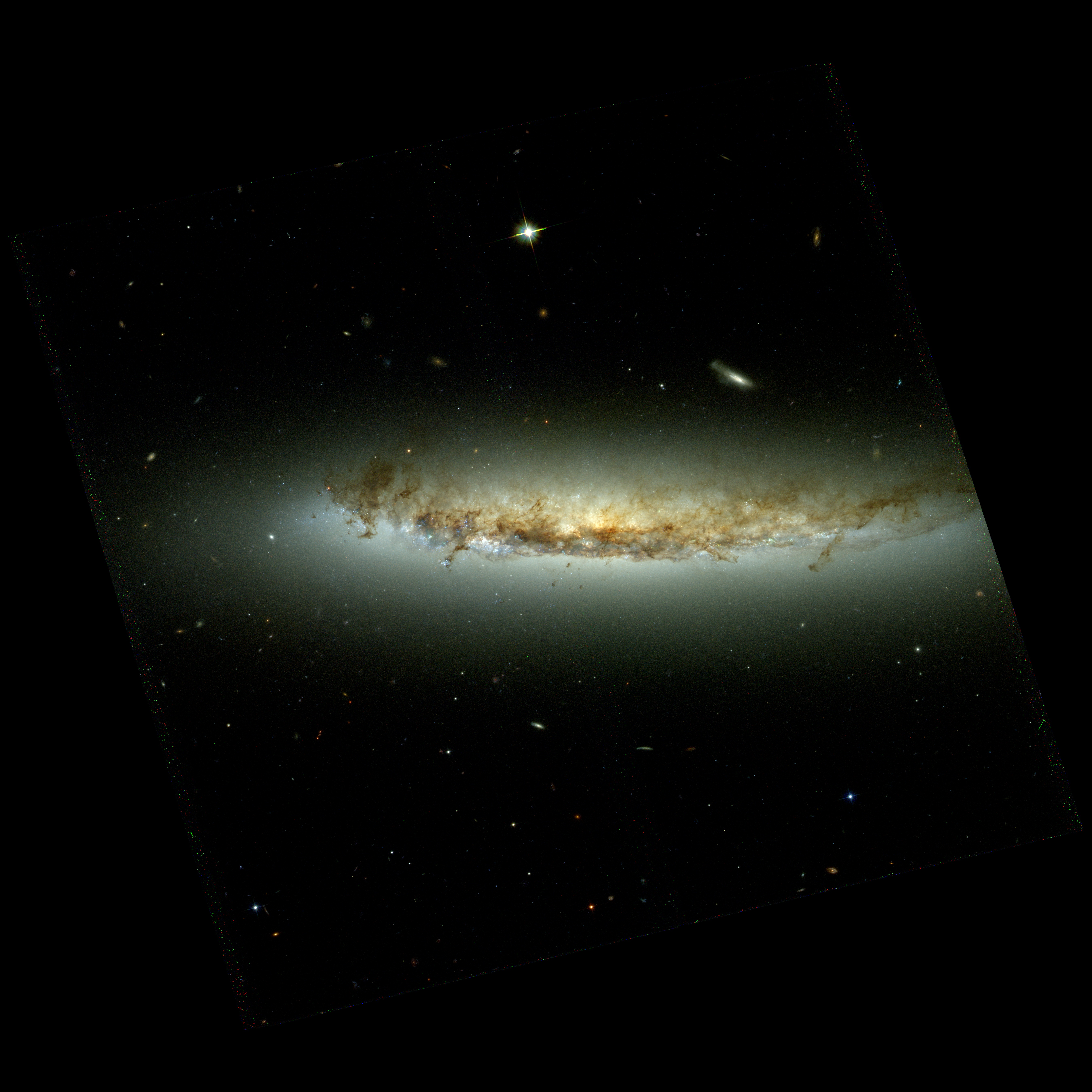
NGC 4402

## وصلات خارجية
- NGC 4402 على موقع ويكي سكاي: DSS2, SDSS, GALEX, IRAS, Hydrogen α, X-Ray, Astrophoto, Sky Map, Articles and images